# Baldo degli Ubaldi (metropolitana di Roma)
Baldo degli Ubaldi è una stazione della linea A della metropolitana di Roma.

## Storia
La stazione fu aperta il 1º gennaio 2000 come parte del prolungamento da Valle Aurelia a Battistini.
Il 18 ottobre 2019 la stazione chiuse per lavori di manutenzione alle scale mobili; l'uscita verso Valle Aurelia è stata poi riaperta il 10 gennaio 2020.

## Interscambi
Nelle vicinanze della stazione effettuano fermata alcune autolinee urbane, gestite da ATAC.
- Fermata autobus

## Servizi
La stazione dispone di:
- Biglietteria automatica
- Servizi igienici